# The Famous Ferguson Case
Pour plus de détails, voir Fiche technique et Distribution.
The Famous Ferguson Case est un film américain réalisé par Lloyd Bacon, sorti en 1932.

## Synopsis
Bruce Foster (Tom Brown) et Maizie Dicksnon (Joan Blondell), deux journalistes aux méthodes très différentes, enquêtent sur l'assassinat de George Ferguson (Purnell Pratt), un influent homme d'affaires.

## Fiche technique
- Titre original : The Famous Ferguson Case
- Réalisation : Lloyd Bacon
- Scénario : Courtney Terrett, Harvey F. Thew, Courtney Terrett, Granville Moore
- Direction artistique : Jack Okey
- Costumes : Earl Luick
- Photographie : Devereaux Jennings
- Montage : Howard Bretherton
- Musique : Bernhard Kaun
- Société de production : First National Pictures
- Société de distribution : Warner Bros.
- Pays de production :  États-Unis
- Langue originale : anglais
- Format : noir et blanc — 35 mm — 1.37:1 — son monophonique
- Genre : Policier
- Durée : 74 minutes
- Date de sortie :
  - États-Unis : 14 mai 1932

## Distribution

### Acteurs principaux
- Joan Blondell : Maizie Dickson
- Grant Mitchell : Martin Collins
- Vivienne Osborne : Mme Marcia Ferguson
- Adrienne Dore : Antoinette 'Toni' Martin
- Tom Brown : Bruce Foster
- Kenneth Thomson : Bob Parks
- Leslie Fenton : Perrin
- Oscar Apfel : M. Brooks
- Walter Miller : Cedric Works
- Purnell Pratt : George M. Ferguson
- Willard Robertson : shérif
- George Meeker : Jigger Bolton
- Russell Hopton : Rusty Callahan
- George 'Spanky' McFarland : le vendeur de journaux
- Leon Ames : Judd Brooks
- J. Carrol Naish : Claude Wright
- William Burress : Dad Sipes
- Clarence Wilson : le procureur du comté
- Russell Simpson : Banker Craig

### Acteurs secondaires
- Maurice Black : Kaplan (scènes coupées)
- Kathrin Clare Ward : Mme Martin, la mère de Toni
- Ernie Adams : Jimmy, le conducteur de train (non crédité)
- Frederick Burton : Bridges (non crédité)
- George Chandler : homme au dépôt (non crédité)
- Spencer Charters : chef des pompiers (non crédité)
- Wallis Clark : Lindsay Jamison (non crédité)
- Dick Curtis : O'Toole (non crédité)
- Mike Donlin : le photographe (non crédité)
- James Ellison : Lane, le journaliste (non crédité)
- Ben Hall : le porteur de bagages du chemin de fer (non crédité)
- Bert Hanlon : Eddie Klein (non crédité)
- George Irving : le journaliste (non crédité)
- Si Jenks : l'homme de la station d'essence (non crédité)
- Allan Lane : le journaliste (non crédité)
- Jean Laverty : Minnie Moody (non crédité)
- Claire McDowell : la maîtresse de maison de Brooks (non crédité)
- Henry Roquemore : l'huissier (non crédité)
- Miriam Seegar : Mme Judd Brooks (non crédité)
- Adele Watson : la femme de ménage d'Annie Murphin (non crédité)
- Niles Welch : le journaliste Jeff Haines (non crédité)